# Thomastik-Infeld
Thomastik-Infled est un fabricant autrichien de cordes pour instruments à cordes frottées (violon, alto, violoncelle et contrebasse) et pincées (guitare et basse).
L'entreprise a été fondée en 1919 par Franz Thomastik (luthier et Docteur en Philosophie) et Otto Infeld (ingénieur). À la mort de Franz Thomastik en 1951, Otto Infeld rachète l'entreprise. Margaretha Infeld reprend l'affaire en 1965, à la mort d'Otto Infeld. Peter Infeld prend sa suite en 1994, jusqu'à ce qu'il décède en 2009. L'entreprise est depuis dirigée par Zdenka Infeld et Robert Infeld .